# دانیلو تورسیوس
دانیلو تورسیوس (اسپانیایی: Danilo Turcios‎؛ زادهٔ ۸ مهٔ ۱۹۷۸) یک بازیکن فوتبال اهل هندوراس است.
وی همچنین در تیم‌های ملی فوتبال هند هندوراس بازی کرده‌است.